# Ziripot

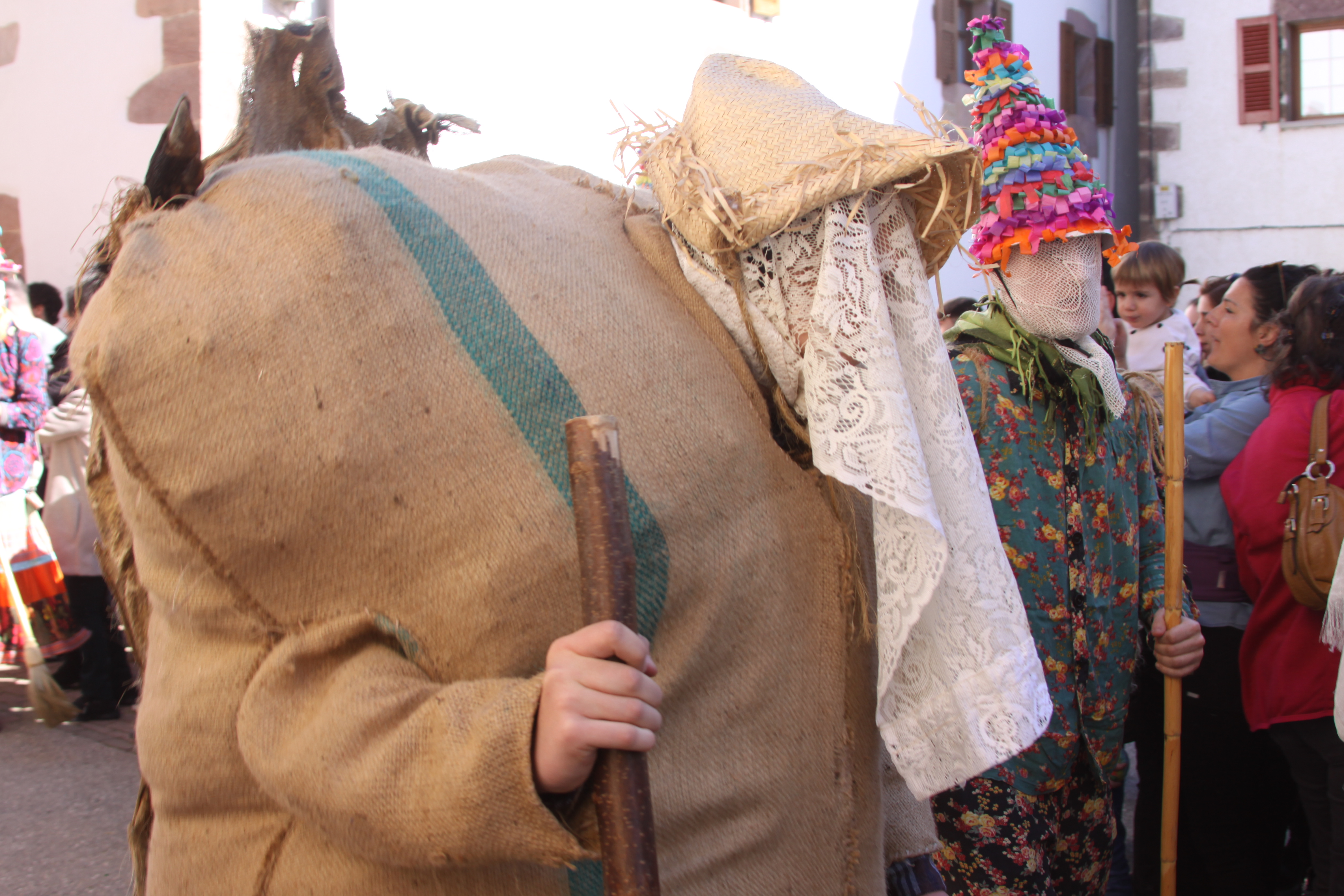
Ziripot et un Txatxu

Ziripot est un personnage du carnaval rural de Lantz, en Navarre. 

## Description

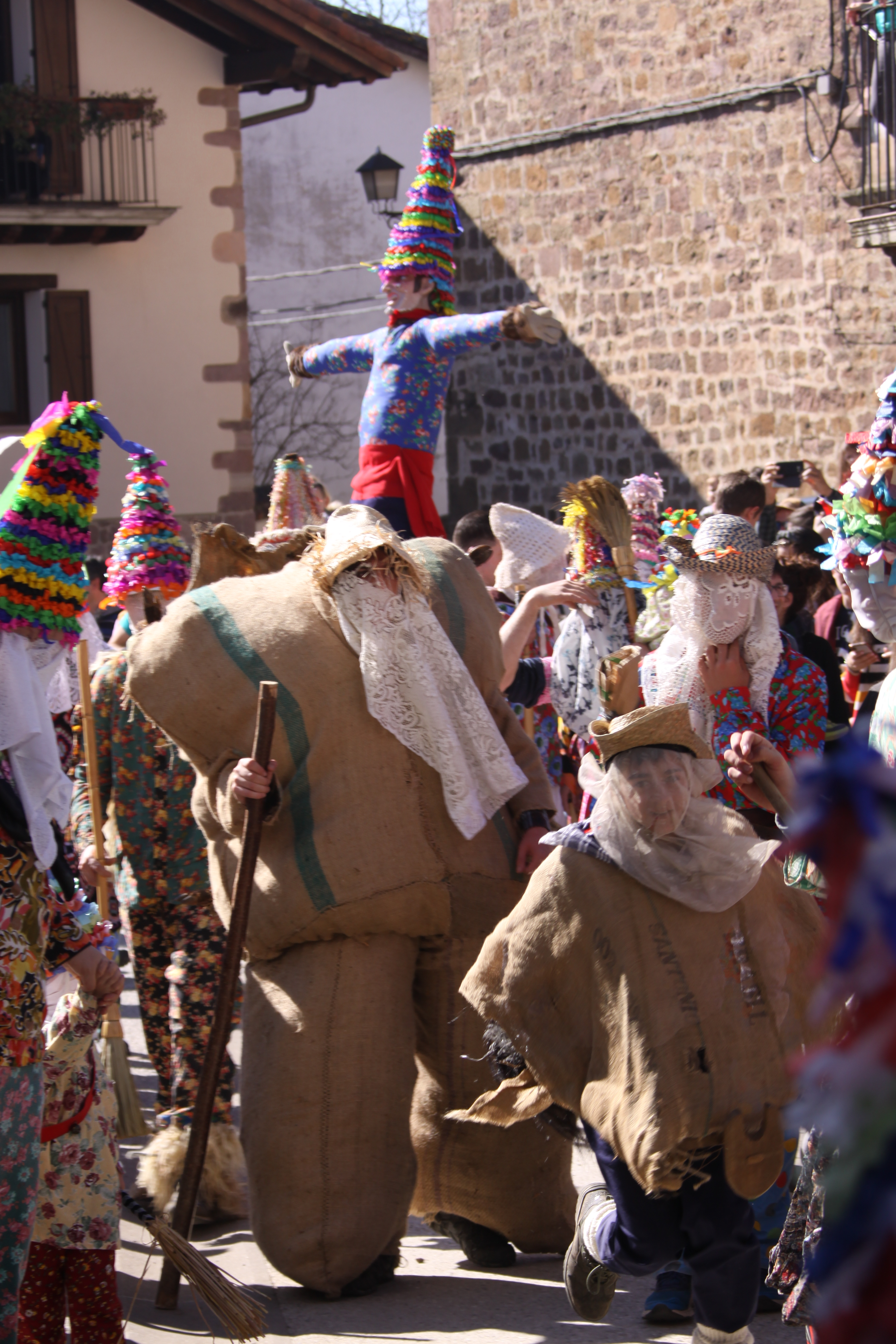
Ziripot et Zaldiko au milieu des Txatxus qui conduisent Miel Otxin pendant le carnaval de Lantz 2020.

Ziripot figure un homme obèse, habillé de sacs en toile de jute remplis de paille ou d'herbes sèches (ou plus récemment de blocs de mousse). Son visage est couvert par un voile, fixé à un chapeau féminin. Il marche maladroitement, s'aidant d'un long bâton. 
Pendant le carnaval de Lantz, un villageois se grime en Ziripot et déambule avec la procession qui fait le tour du bourg. Harcelé par le cavalier Zaldiko, il tombe régulièrement au sol avant d'être relevé par les Txatxus (personnages figurant les villageois),.

## Légende
Dans la légende du carnaval de Lantz, Ziripot est un villageois, trop gros pour travailler ou même marcher, qui gagne sa vie en contant des histoires. Quand les bandits Miel Otxin et Zaldiko investissent et rançonnent Lantz, Ziripot n'a rien à leur donner : les deux hommes le frappent, le jettent au sol et sa corpulence l'empêche de se relever. Après plusieurs heures, quelques voisins viennent à son secours. Ziripot explique à tous que c'est en s'unissant qu'ils parviendront à triompher des bandits : ils capturent Miel Otxin, le jugent, le pendent et brûlent sa dépouille — tandis que Zaldiko parvient à fuir.
Une autre version, recueillie par l’ethnographe José Maria Iribarren en 1944, laisse entendre que Ziripot est villageois le plus fort, le héros qui se porte volontaire pour capturer Miel Otxin,.

## Interprétation
Au delà de ce premier niveau de lecture, l'affrontement de Ziripot et Zaldiko relève de la classique opposition entre la personnification du Carnaval — un personnage glouton, jouisseur — et celle du Carême, qui finit par triompher. Contrairement au discours courant, la parade ne montre aucune opposition entre Ziripot et Miel Otxin, et les attributs de Carnaval semblent répartis entre les deux (Ziripot corpulent, Miel Otxin rieur, rayonnant et supplicié en final), constituant ainsi une version christique de Carnaval, dans laquelle le personnage de Carême est plus proche des forces du Mal.

## Personnages apparentés
Plusieurs carnavals ruraux du Pays basque ont recours à un personnage obèse d'aspect voisin : 
- les Zakuzahar de Lesaka ;
- les Jauntramposos du carnaval d'Altsasu ;
- un personnage du carnaval d'Etxauri.

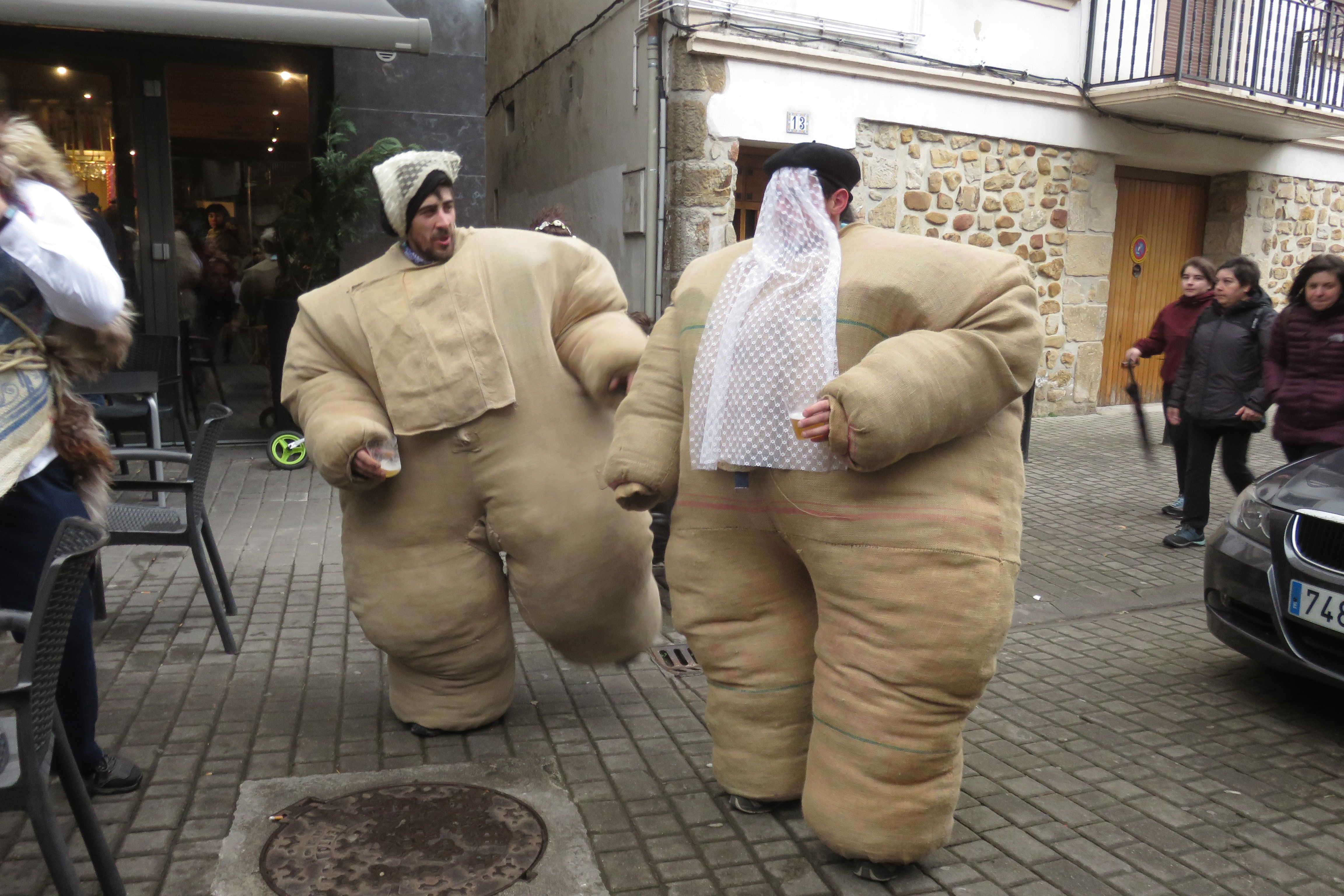
Jauntramposos à Altsasu, 2020.
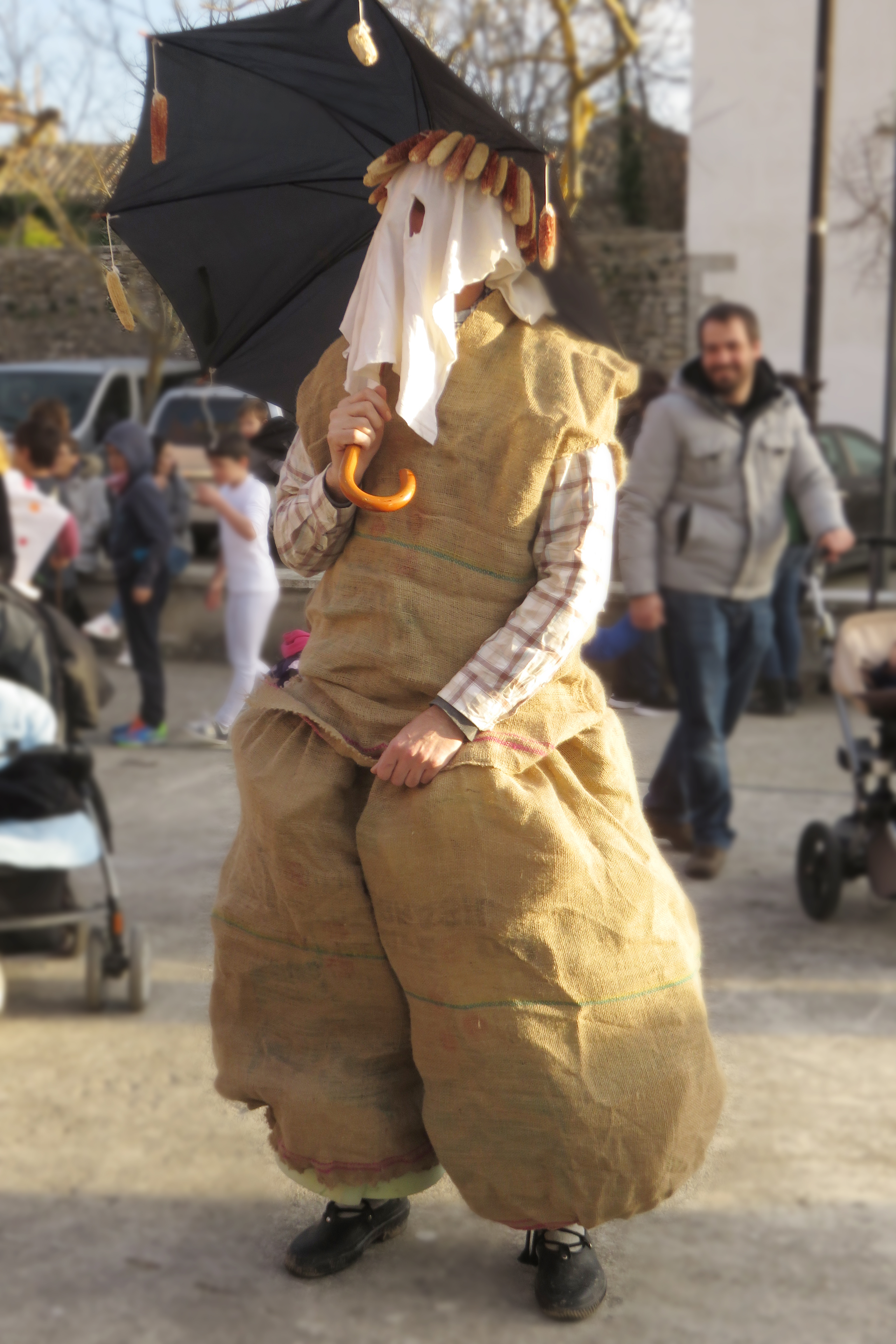
Personnage du carnaval d'Etxauri, 2019.
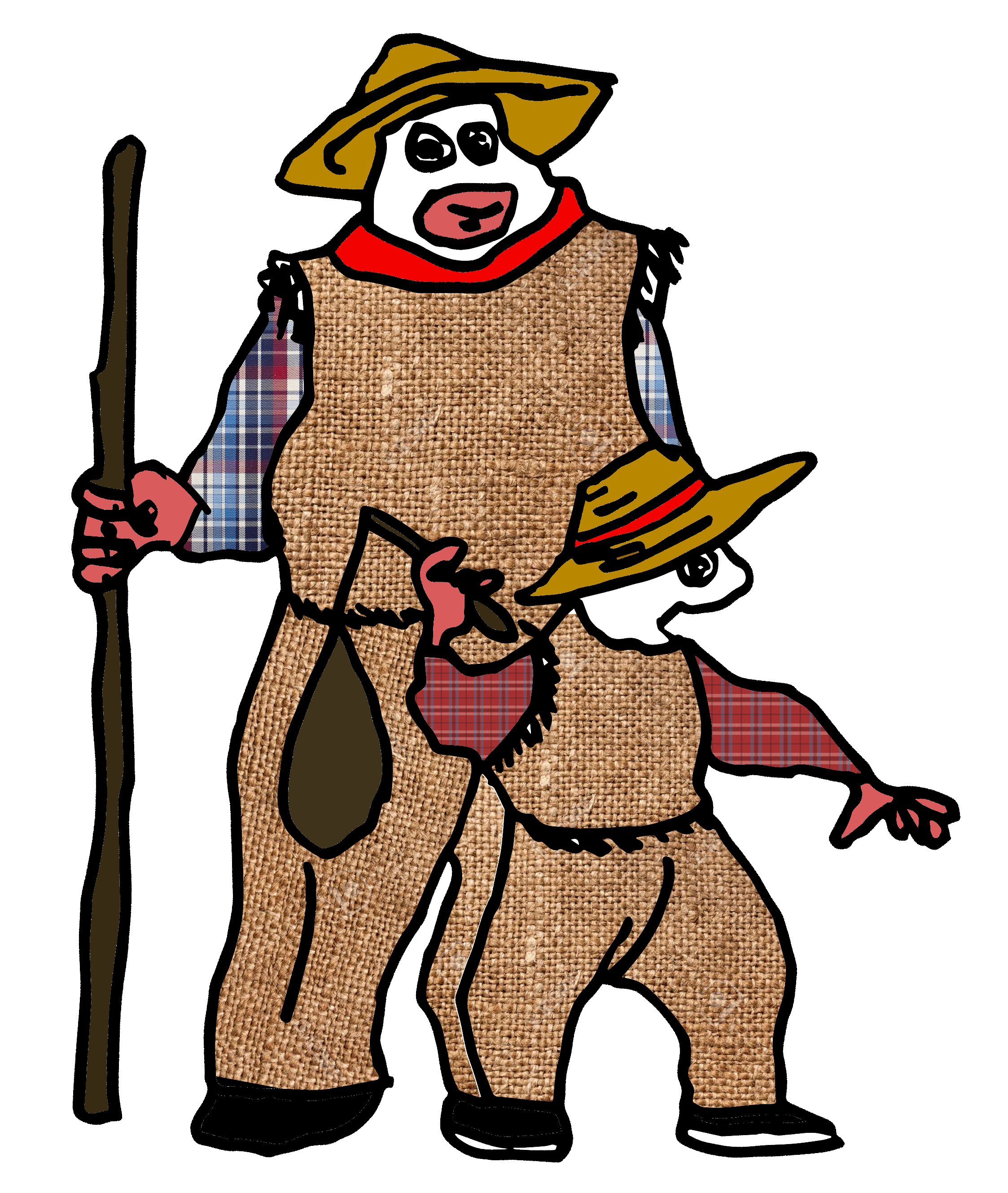
Dessin d'un Zakuzahar à Lesaka